# La hormiga que bailaba durante el invierno
La hormiga que bailaba durante el invierno es un libro escrito por Juan Antonio Guerrero Cañongo. Se compone de diversos relatos metafóricos sobre la abundancia y riqueza. A partir de la fábula de Esopo de la hormiga y la cigarra, el autor desmenuza diversas historias mostrando las virtudes humanas y sus vicios donde los protagonistas son animales.

## Sumario
Hormiga es el personaje central, que encuentra a un Búho que le enseña diversas lecciones sobre el éxito, la riqueza y abundancia. La cigarra es señalada como un animal perezoso y falto de virtudes.
Mediante analogías, el autor enfatiza la necesidad de adquirir nuevos pensamientos para modificar nuestra existencia.
Temario:
- Muchos criticarán tu forma de actuar.
- Busca a un maestro que te guíe.
- Descubre quién eres, pero diferénciate de los demás.
- Encuentra el significado de tu vida.
- Darnos cuenta de que las pequeñas cosas tienen significado.
- La calidad de tu vida depende de cómo te comunicas.
- Sé autosuficiente.
- Disfruta lo que tienes y no pienses en lo que te hace falta.
- Asegúrate de tomar un descanso pleno de vez en cuando.
- Mantén el buen humor durante el día.
- Evita ser agresivo con tus amigos y familia.

El libro es una guía para atraer el éxito y la abundancia por medio de metáforas e historias graciosas sucedidas a animales.

## Historia no incluida
El autor no incluye en el libro esta historia contada por Cigarra:
Los animales que acaparan el alimento son aburridos.
Cualquier cigarra puede explicar lo que es la diversión, muchos otros animales también, pero aquellos que tienen mucho alimento son aburridos. Pasan poco tiempo divirtiéndose, siempre tienen el tiempo justo, no se permiten disfrutar de la vida.
Aunque tengo poca comida, soy feliz, digan lo que digan, los animales que tenemos carencias sabemos disfrutar de la vida, no nos amargamos recolectando comida y acaparándola.
Cuando era pequeña conocí a un saltamontes que en lugar de jugar se pasaba muchas horas trabajando, conversando con otros animales, supuestamente acerca de cómo atraer la abundancia. Aunque él ahora tiene mucha comida, creo que es infeliz, ¿cómo desperdició su etapa de niñez? Yo preferí jugar, cantar y bailar, en eso soy experto y soy feliz. ¡Tonto saltamontes!

## Citas del libro
- "Preguntarle a otro es la mejor manera de ampliar tus horizontes, de hacer las cosas diferentes y alcanzar el éxito".
- "La prisa con la que viven muchos animales hoy en día les roba la capacidad de observar lo que tienen junto a ellos".
- "Si deseas ser un animal sabio, debes aprender de todos tus errores. De lo contrario, sólo serás una Cigarra".

## Otras características
En el libro se incluyen diversas ilustraciones en blanco y negro, como los libros de cuentos de hadas, sólo que estos se acompañan con citas importantes rescatadas del libro a modo de recordatorio.
- Datos: Q5967004